# Снап!
Snap! е немски музикален проект, продуциран от Майкъл Mюнцинг и Лука Анзилоти.
Първият хит на Snap! е песента „The Power“, превърнала се в хит. Тя се изкачва до първо място в английската музикална класация и достига до второ в немската и американската.

## Дискография
Албуми
- World Power (1990)
- The Madman's Return (1992)
- Welcome To Tomorrow (1995)
- Attack! (1996)
- Snap! Attack: The Best of Snap! (1996)
- One Day On Earth (2000, unreleased)
- The Greatest Hits (2001)
- The Power – Best Of Snap! (2002)
- The Cult Of Snap! (2003, US release: The Power Of Snap!)